# Fodina viettei
Fodina viettei là một loài bướm đêm trong họ Noctuidae.